# داموس
داموس (به عربی: الداموس) یک شهرداری در الجزایر است که در استان تیپازه واقع شده‌است. داموس ۱۷٬۱۱۱ نفر جمعیت دارد.